# Teresa Frassinetti
Teresa Frassinetti, född 24 december 1985 i Genua, är en italiensk vattenpolospelare (centerforward) som sedan 2014 spelar för Rari Nantes Bogliasco. Hon ingick i Italiens damlandslag i vattenpolo vid olympiska sommarspelen 2008, 2012 och 2016.
Frassinetti gjorde ett mål i den olympiska vattenpoloturneringen 2008 i Peking där Italien kom på sjätte plats. Vid tidpunkten för OS i Peking var hennes klubblag Fiorentina Waterpolo. Fyra år senare gjorde hon tre mål i den olympiska vattenpoloturneringen i London där Italien kom på sjunde plats. Hon spelade även för det italienska landslag som tog silver vid den olympiska vattenpoloturneringen i Rio de Janeiro 2016.
Frassinetti tog EM-guld år 2012 i Eindhoven. Vid den tidpunkten var hennes klubblag Pro Recco. Hon ingick i EM-laget 2014 som kom på fjärde plats i Budapest.